# トータル・フィアーズ
『トータル・フィアーズ』（The Sum of All Fears）は、2002年のアメリカ映画。
トム・クランシーによるベストセラー小説『恐怖の総和』（The Sum of All Fears）の映画化作品であり、ジャック・ライアンシリーズのひとつである。パラマウント映画創立90周年記念作品。

## 概要
映画では、小説からいくらかの変更がなされている。小説ではテロリストは中東の反米活動家グループの設定であった。しかし、アメリカ同時多発テロ事件以降、この設定はあまりにも現実的すぎるため、テロリストはネオナチやKKKを中心とした極右団体の連合勢力という設定となっている。悪役たちが国家主義者なのに国の枠を超えて連帯しているという不自然な集団なのはこのためである。なお、この連合勢力、とりわけ劇中の悪役ドレスラーをはじめとするヨーロッパの極右団体の大物たちはかつての冷戦でヨーロッパ各国がアメリカや旧ソ連時代のロシアに振り回された（見方次第では、この2大国の属国にされてしまっていた）ことから反アメリカ・反ロシア感情に凝り固まっており、劇中では大物の中の1人が当初の予定を変更して「ロシアには利用価値がある。ロシアと手を組もう」と提案したところでドレスラーたちの意向によりその場で殺されている。ちなみにドレスラーの反アメリカ感情を示す場面として、劇中ではドレスラーが演説の中で「アメリカに援助を求めるのは、処女がクリントンに助けを求めるのと同じだ」と発言するという、現実に発生したクリントン大統領とモニカ・ルインスキーとの不倫スキャンダルを皮肉った場面がある。
また、主人公ジャック・ライアンは小説ではCIA情報担当副長官の設定だが、博士号を持つCIAの若きアナリスト（情報分析官）の設定になっている。主人公役の若返りを図っての設定変更と言われており、他のジャック・ライアンシリーズ作品（映画）の前日譚という位置づけになっている（ただし、他の作品との整合性は、やや破綻を来している）。
アメリカで核爆発が起きる場面などはCGを駆使して表現している。手持ちカメラの多用によってドキュメンタリー映像のような緊迫感、現実感を得ており、パニックの様子を見事に表現している。

## あらすじ
1973年、第四次中東戦争が勃発し、劣勢に立たされたイスラエル軍は、密かに1機のA-4に戦術核爆弾を搭載して戦局を挽回しようと画策したが、飛行中にアラブ連合軍の2K12地対空ミサイルによって撃墜される。パイロットは死亡し、機体も空中で大破するが、搭載されていた戦術核は原形を留めたまま砂漠の砂中に埋もれてゆく。
その核爆弾は米国より提供されたもので（後述）、埋もれた爆弾はベドウィンにより見つけ出されるが、その危険性と価値を知らない彼は、熱崩壊により帯熱している爆弾の外殻を好奇心から抉じ開けてしまいプルトニウム239が発する大量の放射線で被曝してしまい、かつそれを安値でテロリストに譲渡してしまった。

それから月日は流れ、ロシアで前大統領が急死しチェチェン紛争に関して強硬姿勢も辞さない新大統領ネメロフが就任し、米ロ両国の緊迫した関係を改善するため米国はCIAの長官キャボットとその補佐のジャック・ライアンをロシアに派遣する。
しかし、両国の間で生じた相互の不信はぬぐえず、これを利用したネオナチやKKKを中心とした勢力が戦争を起こそうと策動を始めた。
そんな中、スーパーボウル開催中のアメリカ、ボルチモアのスタジアムで核爆発がおきる。ファウラー大統領はスーパーボールのスタジアムを脱出したが爆発の衝撃波がファウラーを乗せた車列を直撃し、キャボットは瀕死に、ファウラーも負傷した。ライアンの乗ったヘリも墜落したがライアンは無事で、単身で核爆発の真相を突き止めるため奔走する。テロリストによる罠だと気付いたライアンは、真実を両国の大統領に伝えようとするが、本土を核攻撃されたアメリカは混乱の中、最終戦争へと突入しようとしていた。
同じ頃、ネオナチのドレスラーと関係があるロシア軍の反乱分子将校が「モスクワにアメリカのICBMが着弾し首都が壊滅した」とデマを流し、基地将兵を唆し報復攻撃を差し向ける。北海に展開している米空母ジョン・C・ステニスにTu-22M 爆撃機がミサイル攻撃を行い、空母を行動不能にした。E-4で指揮を執っていたファウラー大統領以下閣僚はロシアの攻撃と考え、強硬的な態度に傾く。
ネメロフは自身が命令していないと弁明するが、チェチェン情勢に絡めて軍を掌握できていないのではないかというファウラーの疑念に激怒してしまう。ファウラーは苦渋の決断で報復措置として空母を攻撃したロシア軍戦闘機の基地をF-16 戦闘機で爆撃し同基地を壊滅させ、両者は一触即発となった。
ライアンはキャボットが運ばれた宿営地へ辿り着き、キャボットに事の次第を話す。「最悪の事態に備え常に裏口を開けておく」という考えに基づき以前から情報交換をしていたクレムリンの内通者「スピネーカー」に連絡を取れと言い残し、キャボットは死亡する。核爆発の起きた爆心地から採取された核物質はアメリカのサヴァンナ・リバー原子力発電所で製造されたプルトニウムで、「スピネーカー」の調査ではアメリカが中東戦争時に逼迫したイスラエルに極秘のうちに譲渡した原爆でロシアとは一切無関係であることが判明する。しかし、最終段階に入ったと判断したファウラー大統領や閣僚は核弾頭を搭載したB-2 ステルス戦略爆撃機を発進させ、ネメロフも迎撃に備え弾道ミサイルの発射体制につかせた。
ライアンは国防総省に単身乗り込み、担当の将軍に直談判しホットラインを繋ぎネメロフと直接交渉を行った。でっち上げだというロシア軍将校を尻目にネメロフはライアンの最後の言葉の「恐怖の連鎖が・・」に動かされ、ファウラーに攻撃中止と停戦を提案する。提案を即座に了承したファウラーは攻撃中止を下し、弾道ミサイル発射30秒前に危機は回避された。後日、停戦協定締結の席に着く米露首脳。回想のなかで、今回の事件を仕掛けたイスラエルの武器商人、ロシアの反乱分子将軍、そして黒幕のネオナチであるドレスラーがアメリカ、ロシアの工作員によって葬り去られた。
その後、ホワイトハウス前でキャシーと戯れるライアン。その前にネメロフの側近のアナトーリ・グシュコフが現れた。キャボットと冷戦時代より情報交換していた「スピネーカー」とは彼であることが判明する。グシュコフは2人に他人はまだ知らないはずの婚約祝いの品を渡し、その場を去った。

## キャスト
| 役名                                                    | 俳優                         | 日本語吹替 | 日本語吹替   |
| 役名                                                    | 俳優                         | ソフト版   | フジテレビ版 |
| ------------------------------------------------------- | ---------------------------- | ---------- | ------------ |
| ジャック・ライアン （CIA分析官）                        | ベン・アフレック             | 堀内賢雄   | 山寺宏一     |
| ウィリアム・キャボット （CIA長官）                      | モーガン・フリーマン         | 坂口芳貞   | 池田勝       |
| ロバート・ファウラー （アメリカ合衆国大統領）           | ジェームズ・クロムウェル     | 津嘉山正種 | 中村正       |
| ジョン・クラーク                                        | リーヴ・シュレイバー         | 小山力也   | 山路和弘     |
| ベッカー国防長官                                        | フィリップ・ベイカー・ホール | 藤本譲     | 藤本譲       |
| リチャード・ドレスラー                                  | アラン・ベイツ               | 麦人       | 小川真司     |
| キャシー・マラー                                        | ブリジット・モイナハン       | 沢海陽子   | 田中敦子     |
| シドニー・オーウェンズ （アメリカ合衆国国務長官）       | ロン・リフキン               | 小山武宏   | 佐々木勝彦   |
| ジーン・リーヴェル （国家安全保障問題担当大統領補佐官） | ブルース・マッギル           | 北川勝博   | 稲垣隆史     |
| ネメロフ （ロシア連邦大統領）                           | キアラン・ハインズ           | 石塚運昇   | 屋良有作     |
| グルシュコフ （ロシア連邦政治顧問）                     | マイケル・バーン             | 佐々木梅治 | 納谷六朗     |

- フジテレビ版：初回放送2004年3月13日『プレミアムステージ』